# アンナ (小惑星)
アンナ (265 Anna) は、小惑星帯に位置する典型的な小惑星の一つ。
1887年2月25日にオーストリアの天文学者、ヨハン・パリサがウィーンで発見した。オーストリアの天文学者エトムント・ヴァイスの娘の一人、アニー (Anny) にちなんで命名されたと考えられている。